# 세계 대전

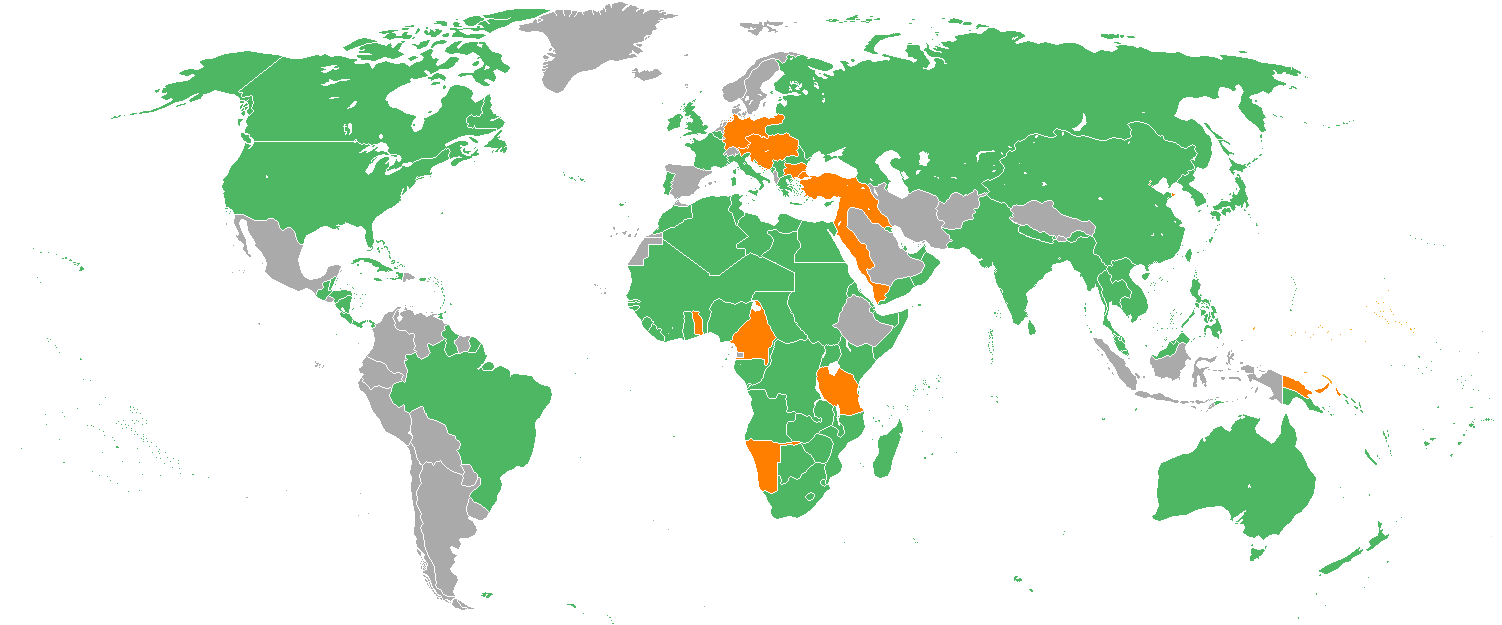
제1차 세계 대전의 참전국. 연합국은 초록색, 동맹국은 주황색, 그리고 중립국은 회색으로 표시된다.

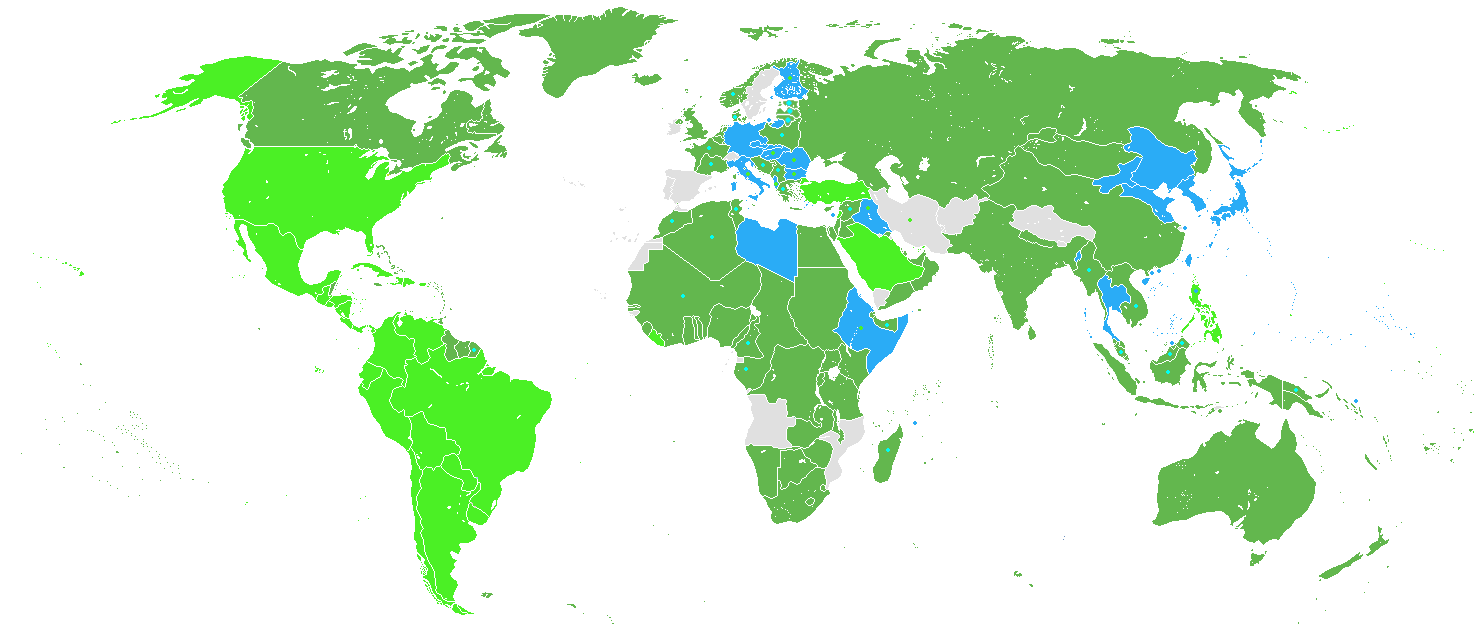
제2차 세계 대전의 참전국. 연합국은 초록색 (연초록은 진주만 공격 이후 참전한 국가), 추축국은 하늘색, 중립국은 회색으로 표시된다.

세계 대전(世界大戰, World War)은 세계의 대국의 대부분이 참여하는 전쟁이다. 세계 전쟁은 일반적으로 여러 개의 대륙에 걸쳐서 벌어진다.
이 표현은 일반적으로 20세기에 일어난 두 전쟁에 붙이는 이름이다. 이들 전쟁은 이전에 본 적이 없는 규모와 살육의 전쟁이었다.
이들은 제1차 세계 대전(1914년~1918년)과 제2차 세계 대전(1937년 or 1939년~1945년)이다.
또한 관점에 따라서는 20세기의 세계 대전 이전에도 수많은 “국제적”이고, “여러 국가”가 참여하거나 또는 “여러 대륙”에서 벌어진 전쟁이 이전에도 있었다는 점을 들어 이미 여러 차례 세계 대전이 일어났다고 보기도 한다. 예를 들면 알렉산드로스 대왕의 동방 원정은 유럽과 아시아가 무대였으며, 몽골 제국의 원정은 최소한 10개 나라가 참여한 전쟁이었고, 아시아와 유럽이 전쟁의 무대였다.

## 이후의 세계 대전
제2차 세계 대전에 이어, 제3차 세계 대전은 일반적으로 제2차 세계 대전 이후의 전쟁으로 가정한 대전으로 간주되며, 이 가설은 세계1, 2차 대전 보다 훨씬 더 격렬할 가능성이 있다고 언급된다. 제4차 세계 대전 또한 제3차 세계 대전의 뒤를 잇는 대전으로서 서적, 영화, 게임의 줄거리 요소로 언급된다.

## 같이 보기
- 제1차 세계 대전
- 제2차 세계 대전

## 참조
1. ↑  http://krdic.naver.com/detail.nhn?docid=21495900